# ILIAS
ILIAS — вільне програмне забезпечення для підтримки навчального процесу. Система поширена у ЗВО. Базується на Apache, PHP, MySQL, XML. Відповідає стандарту SCORM (гарантується незалежність від платформи). Проект розвивається з 1998 року, поточна версія включає, зокрема:
- Personal desktop з порталами про однокурсників-Online, новій пошті, нових повідомленнях на форумі тощо
- контекстна онлайн-довідка для студентів і авторів
- інтерфейс користувача та адміністратор
- SOAP interface for content and user import
- CAS, SOAP, RADIUS, LDAP, Shiboleth Authentication
- підтримка української мови